# Juan Bautista Oreja
Juan Bautista Oreja Buldain, conocido como Oreja III (Errazquin, Navarra, 1944 – ídem, 1985)  fue un ex pelotari español de pelota mano que jugó en la posición de delantero. 
Tras obtener dos campeonatos de España juveniles en la modalidad de mano parejas en 1967 y 1968, logró el paso al campo profesional. Sus mayores éxitos fueron dos subcampeonatos de parejas en las ediciones de los años 1984 y 1985. Cuando se encontraba en su mejor momento falleció prematuramente en el año 1985.

## Finales mano parejas
| Año     | Campeones                  | Subcampeones              | Tanteo | Frontón |
| ------- | -------------------------- | ------------------------- | ------ | ------- |
| 1983-84 | Bengoetxea IV - Maiz II    | Oreja III - Aldeazabal II | 22-18  | Anoeta  |
| 1984-85 | Vergara II - Martinikorena | Oreja III - Galarza III   | 22-18  | Anoeta  |

- Datos: Q2841959